# 行天宮商場
行天宮商場（俗稱行天宮地下道或算命街）位於台灣台北市中山區，是台北市境內眾多地下商場之一，與龍山寺地下街為台北市二大命理商區。

## 商場構造及位置與小檔案
行天宮商場位於民權東路及松江路路口地下之「松江民權地下道」（地上亦有行人穿越道）。共有22家攤位店舖，面積88平方公尺。
為安置行天宮周遭的算命、香燭攤商而設立，唯周遭攤商依舊。1984年興建完工，1985年6月開業。

## 利用現況

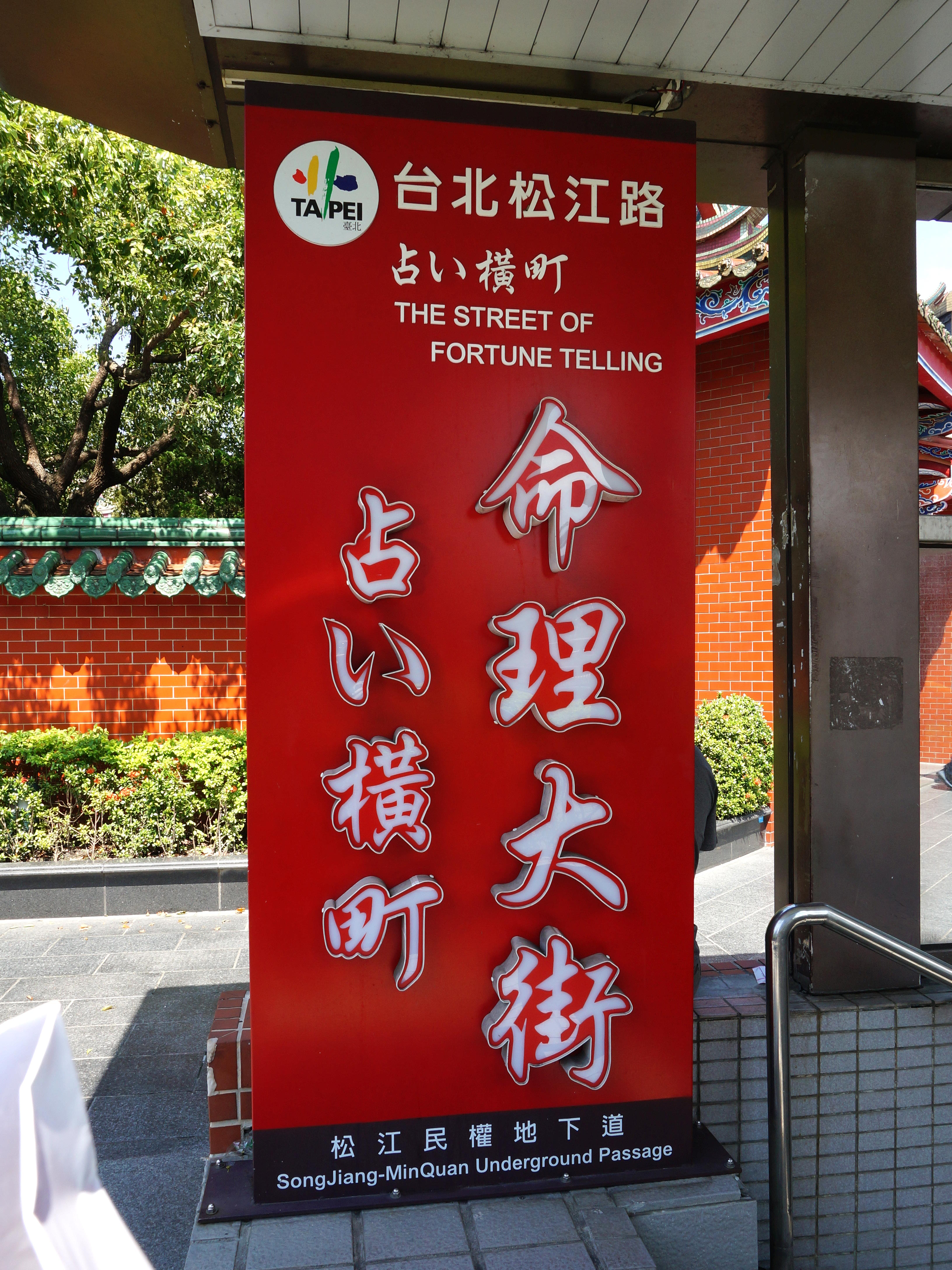
命理大街燈箱

招商營業，主要營業項目為算命、看相、命理諮詢，命名為「命理大街」。根據臺北市商業處的資料估計，當地的攤商月收入約新台幣六萬元，而所有商家總年收入約新台幣一仟六百萬元，十分可觀。外國觀光客常常上門，以日本籍旅客為主。唯逢大雨淹水的問題困擾當地商家，但生意的收益大於淹水的損失，故多數商家不願意搬遷。

## 外部連結
- 台北松江路命理街(行天宮旁地下街)-臺北市市場處 （页面存档备份，存于）
- 命理街  臺北旅遊網 （页面存档备份，存于）